# Арнаут, Елизавета Фёдоровна
Елизавета Фёдоровна Арнаут (1918 — ?) — звеньевая табаководческой бригады колхоза «Россия» Каменского района Молдавской ССР, Герой Социалистического Труда (08.04.1971).

## Биография
Родилась в селе Сенатовка (молд. Сэнэтэука) Каменского района (Молдавия).
Во время войны осталась вдовой с тремя сыновьями: муж погиб 5 мая 1945 года.
В 1952—1975 звеньевая табаководческой бригады колхоза «Россия» Каменского района Молдавской ССР. Также в её звене выращивались зерновые культуры.
В 1970 году её звено получило урожайность табака 30 ц/га.
Герой Социалистического Труда (08.04.1971).
Депутат Верховного Совета Молдавской ССР.
С 1975 года на пенсии.